# Жаныспай (Акмолинская область)
Жаныспай (каз. Жаныспай) — село в Есильском районе Акмолинской области Казахстана. Административный центр Жаныспайского сельского округа. Код КАТО — 114845100.

## География
Село расположено в 28 км на запад от районного центра города Есиль. Вдоль села протекает река Жаныспай.

## Население
В 1989 году население села составляло 1058 человек (из них русских 43%, украинцев 25%).
В 1999 году население села составляло 819 человек (408 мужчин и 411 женщин). По данным переписи 2009 года, в селе проживало 465 человек (225 мужчин и 240 женщин).
| Динамика численности населения | Динамика численности населения | Динамика численности населения |
| 1989                           | 1999                           | 2009                           |
| ------------------------------ | ------------------------------ | ------------------------------ |
| 1058                           | ↘819                           | ↘465                           |